# 小野兼弘
小野 兼弘（おの かねひろ、1952年10月25日 - 2007年4月18日）は、日本の宗教家。宗教団体「釈尊会」の会長や日印文化交流協会会長を務めた。岡山県出身。立正大学仏教学部卒業、大学院修士課程修了。

## 人物
日蓮宗系仏教団体を主宰した父親の影響で幼少期から法華経を修行し、立正高校在学中に池上本門寺に日参行した。1970年秋に霊鷲山山頂で祈祷中に釈尊と親子の情を感じ、1982年に岡山県倉敷市児島で釈尊会を始める。
2003年9月に女優の若村麻由美と結婚し、同時期に俳優の渡辺謙の元妻へ4億5000万円を貸借し、離婚裁判に顔を出すなど話題になる。
酒と甘物を好み、料理が食べ足りないときには持参する栗金団缶詰を付け足していた。スキンヘッドで体重180 kgの巨体だった。
2007年2月ごろから体調を崩して4月18日午後4時54分に肝不全のため54歳で死去し、岡山市東山宝樹霊苑に埋葬される。「釈尊会」は解散した。

## 著書
- 釈尊「救世の法則」―「釈尊会」心の復興説法（IN通信社、1995年）ISBN 4872180925